# 鶏冠山 (山梨県甲州市)
鶏冠山（けいかんざん）とは、山梨県甲州市にある黒川山周辺の総称である。三等三角点黒川が有る標高1710.1が黒川山。標高1,716mが見張台。東側の岩稜に祠が建っていてそこに鶏冠山の山梨百名山の標柱が有る。

## 概要
奥秩父山塊、大菩薩連嶺に位置している。山梨百名山の一つである。また多摩川の源流（水源）に位置しているため山林は東京都水道局の水源涵養林（東京都水源林）となっている。
なお、同県の山梨市に漢字では同名の鶏冠山（読みは「とさかやま」、標高2,177m）が存在するので注意。

## 歴史
鶏冠山の山腹には、中世後期に最盛期があった金山（黒川金山）が存在していた。特に戦国時代においては田辺氏ら金山衆が金の採掘を行い、一帯は「黒川千軒」と呼ばれた鉱山街が存在していた。鶏冠山の北東岩峰には鶏冠神社の奥宮が存在し、黒川金山の最盛期と同時期の随神像が伝わっている。武田氏は黒川金山をはじめ湯之奥金山など領国内から採掘された金を用いて、通貨としての甲州金を生産していたと考えられている。
黒川金山は武田氏滅亡後に産出量も減少し、江戸時代の元禄期には閉山されている。現在、金山の遺構は確認出来る。